# Jordande

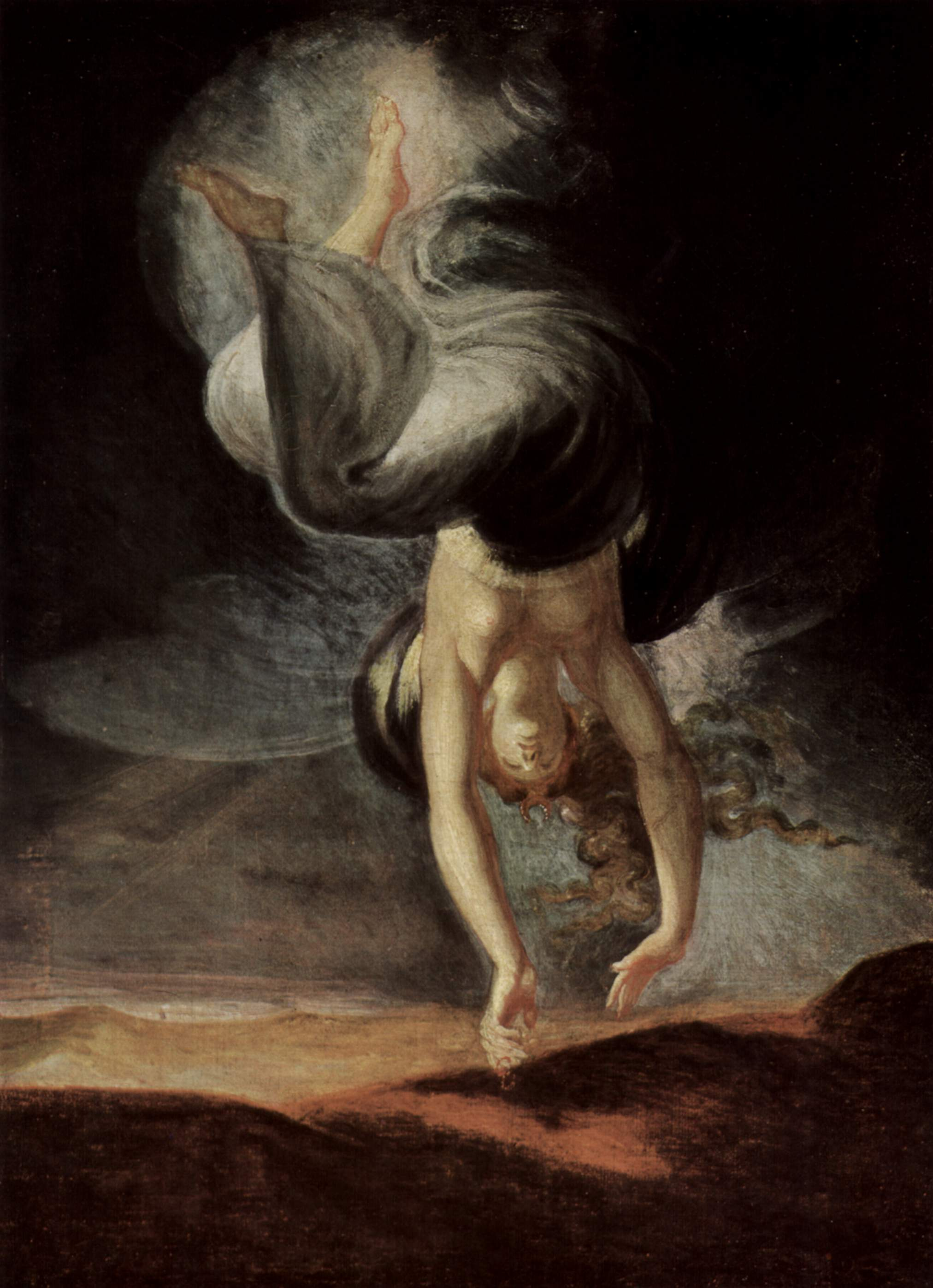
Älvdrottningen Titania, oljemålning av Henry Fuseli.

En jordande är enligt folktron ett övernaturligt väsen som behärskar elementet jorden. Jordandarna tillhör kategorin elementarandar och kallas ibland även gnomer.
Följande väsen kan räknas till jordandarna:
- Alver (alfer) och älvor
- Feer
- Tomtar
- Troll
- Dvärgar
- Bergandar

Oberon och Titania, älvornas kung och drottning, är litterära figurer i Shakespeares pjäs En midsommarnattsdröm.